# NGC 699
NGC 699 is een spiraalvormig sterrenstelsel in het sterrenbeeld Walvis. Het hemelobject werd in 1886 ontdekt door de Amerikaanse astronoom Frank Muller.

## Synoniemen
- PGC 6798
- MCG -2-5-59
- IRAS01482-1217